# Dodji Kodjo Ayigah
Dodji Kodjo Ayigah (22 februari 1993) is een Belgisch bokser in de categorie tot 53 kilogram uit Deurne. Hij is aangesloten bij Boxing Instruction Merksem. Ayigah studeert logistiek management aan de Karel de Grote-Hogeschool.
Ayigah is viervoudig Belgisch kampioen.

## Palmares

### 2012
- Kampioen Vlaamse Boksliga, kamp gewonnen van Ibrahim Emsallak
- Belgisch kampioen, kamp gewonnen van Geoffrey De Clerck
- Haslev Cup, kamp gewonnen van Harry Magee
- Hancock Cup, kamp gewonnen van Nicolas Paldrup

### 2013
- Toernooi van Porto, kamp gewonnen van Francesco Slpendori
- Kampioen Vlaamse Boksliga, kamp gewonnen van Nick De Blaes
- Belgisch kampioen, kamp gewonnen van Gokham Eloyan
- Tammer toernooi, kamp gewonnen van Wael Al-Khaghani

### 2014
- Belgisch kampioen, kamp gewonnen van Zurab Gelashvili
- Stamm Toernooi, kamp verloren van Grzegorz Kozlowski
- Limassol Cup, kamp gewonnen van Mihalis Neofitou
- deelname EK, kamp verloren van Kevin De La Nieve

### 2015
- Belgisch kampioen, kamp gewonnen van Abdelhafid Bemaicha